# لوليتا (ممثلة)
لوليتا (بالألمانية: Lolita)‏ هي مغنية ومقدمة تلفزيونية وممثلة نمساوية، ولدت في 17 يناير 1931 بسانت بولتن في النمسا، وتوفيت في 30 يونيو 2010 بسالزبورغ في النمسا بسبب سرطان.

## وصلات خارجية
- لوليتا على موقع IMDb (الإنجليزية)
- لوليتا على موقع ميوزك برينز (الإنجليزية)
- لوليتا على موقع ميوزك برينز (الإنجليزية)
- لوليتا على موقع ديسكوغز (الإنجليزية)
- لوليتا على موقع ديسكوغز (الإنجليزية)
- لوليتا على موقع قاعدة بيانات الفيلم (الإنجليزية)
- لوليتا على موقع كينوبويسك (الروسية)